# Apistogramma hippolytae
Apistogramma hippolytae är en fiskart som beskrevs av Kullander 1982. Apistogramma hippolytae ingår i släktet Apistogramma och familjen Cichlidae. Inga underarter finns listade i Catalogue of Life.